# Richard Verderber
Richard Verderber (ur. 23 stycznia 1884 w Kočevju, zm. 8 września 1955 w Wiedniu) – austriacki oficer i szermierz reprezentujący Cesarstwo Austrii, dwukrotny medalista olimpijski.

## Życiorys
Na igrzyskach olimpijskich w Sztokholmie w 1912 roku zdobył dwa medale. Najpierw był trzeci we florecie indywidualnym. W rundzie finałowej wygrał cztery z siedmiu pojedynków i uplasował się za Włochami: Nedo Nadim i Pietro Speciale. Następnie reprezentacja Cesarstwa Austrii w składzie: Richard Verderber, Reinhold Trampler, Otto Herschmann, Friedrich Golling, Andreas Suttner, Rudolf Cvetko i Albert Bogen zdobyła srebro w szabli drużynowej.
W latach 1908-1912 i 1914 zdobywał mistrzostwo kraju we florecie i szabli.
Ukończył Terezjańską Akademię Wojskową i w 1903 otrzymał przydział jako porucznik pułku piechoty. Brał udział w walkach na froncie wschodnim I wojny światowej, przede wszystkim w Galicji. W kolejnych latach awansował, osiągając ostatecznie stopień pułkownika (niem. Oberst). Odznaczony między innymi: Medalem Zasługi Wojskowej, Krzyżem Zasługi Wojskowej, Krzyżem Wojskowym Karola i Odznaką Honorową za Zasługi dla Republiki Austrii. Po zakończeniu wojny został trenerem, prowadził między innymi męską reprezentację Austrii na igrzyskach olimpijskich w Berlinie w 1936 roku.